# Sass Rigais

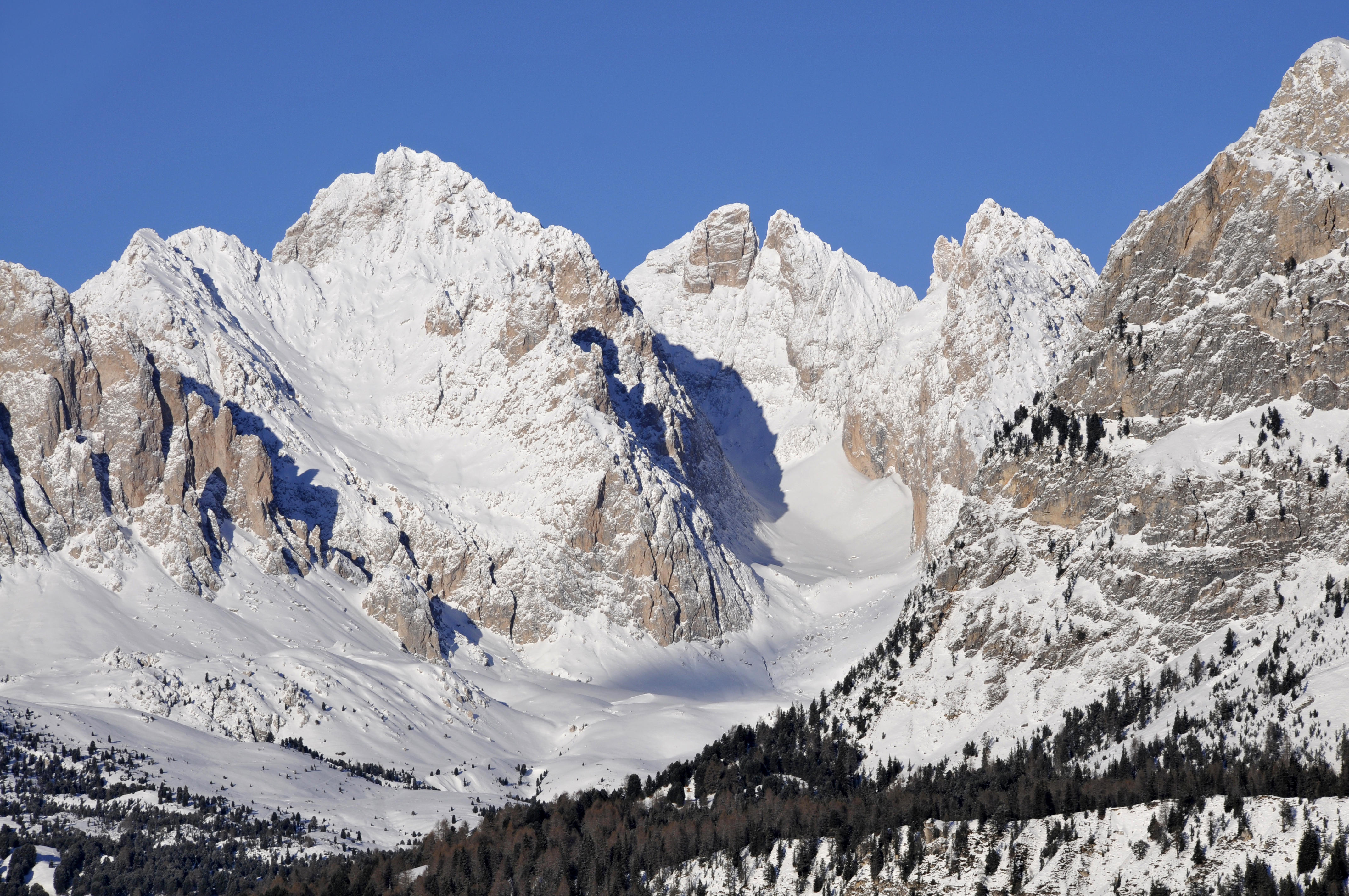
Blik op de Sass Rigais vanuit het zuiden

De Sass Rigais is een 3025 meter hoge berg in de Geislergroep in de Dolomieten in het Italiaanse Zuid-Tirol. Met die hoogte is het tevens de hoogste top van deze Geislergroep. Twee vie ferrate, een vanuit het oosten en een vanuit het zuiden, voeren naar de top van de berg. Hutten in de nabijheid van de top van de Sass Rigais zijn de Brogleshütte, de Regensburger Hütte en de Schlüterhütte.
De Sass Rigais kan zowel vanuit Santa Cristina in het Val Gardena als vanuit Sankt Magdalena in het Villnößtal beklommen worden.